# La Lettre de la citoyenneté
 (mars 2015).
Si vous disposez d'ouvrages ou d'articles de référence ou si vous connaissez des sites web de qualité traitant du thème abordé ici, merci de compléter l'article en donnant les références utiles à sa vérifiabilité et en les liant à la section « Notes et références ».
La Lettre de la citoyenneté est une publication française bimestrielle dont le sous-titre est « citoyenneté, nationalité, droit de vote des résidents étrangers ». Elle a été créée en 1993 par des militants de l'Association de soutien à l'expression des communautés d'Amiens (ASECA). L'ASECA avait précédemment publié un magazine similaire, mais bilingue français-anglais, « Nouvelles d'Europe : immigration et citoyenneté »  (ISSN 1156-5896), ce depuis 1990.
Son comité de rédaction est actuellement (mars 2012) composé de Bernard Delemotte (ancien candidat AREV - LCR aux élections municipales d'Amiens en 1995), Christian Fabry, Françoise Galland, Françoise Gavelle, Pierre Gineste, Pierre-Yves Lambert (Belgique), Alain Merckaert et Filippo Miraglia (Italie)
Elle organise régulièrement des sondages sur les thèmes de la citoyenneté, ou sur le droit de vote de étrangers. Tous les ans, elle publie un sondage confié à un institut de sondage professionnel, avec une question identique, afin de permettre un suivi de l'évolution de l'opinion « Les étrangers des pays de l'Union Européenne résidant en France ont désormais le droit de vote aux élections municipales et européennes. Personnellement, seriez-vous très favorable, assez favorable, assez opposé ou très opposé à l'extension du droit de vote pour les élections municipales et européennes aux résidents étrangers non-membres de l'Union européenne vivant en France ? ».
Ce sondage sert de baromètre de l'opinion française aux médias,, ou aux politiciens,.